# Microsteira perrieri
Microsteira perrieri är en tvåhjärtbladig växtart som beskrevs av Arenes. Microsteira perrieri ingår i släktet Microsteira och familjen Malpighiaceae. Inga underarter finns listade i Catalogue of Life.